# Putrescina
La putrescina, nombre común de la  1,4-butanodiamina o 1,4-diaminobutano, es una diamina de fórmula NH2(CH2)4NH2.
La putrescina —al igual que su análoga la cadaverina— fueron descritas por primera vez en 1885 por el médico berlinés Ludwig Brieger.

## Propiedades físicas y químicas
La putrescina tiene el aspecto de un sólido incoloro —líquido incoloro por encima de 27,5 °C, su punto de fusión— que se caracteriza por su desagradable olor a putrefacción. En menor medida, este compuesto contribuye también al olor de la orina y del semen. Su punto de ebullición es de 158,5 °C.
Presenta una densidad inferior a la del agua (ρ = 0,877 g/cm³) y es soluble en ésta. En solución acuosa es un compuesto marcadamente básico (pKa = 10,8) incompatible con ácidos y agentes oxidantes fuertes.

## Producción
La putrescina se produce por la ruptura de aminoácidos en organismos muertos siendo responsable —junto con la cadaverina— del fétido olor a podrido.
No obstante, esta diamina es también sintetizada por células de organismos vivos en pequeñas cantidades.
Dicha síntesis tiene lugar por dos rutas metabólicas distintas, siendo la arginina el precursor en ambos casos.
En la primera de ellas, la arginina se transforma en agmatina por medio de una reacción catalizada por la enzima arginina descarboxilasa (ADC). Luego la agmatina es convertida por la agmatina imino hidroxilasa (AIH) en N-carbamoilputrescina, compuesto que finalmente da lugar a la putrescina.
En la segunda ruta metabólica, la arginina se transforma en ornitina, la cual sufre una descarboxilación por medio de la ornitina descarboxilasa (ODC), siendo convertida en putrescina. A su vez, la acción de la S-adenosilmetionina (SAM) sobre la putrescina en presencia de la espermidina sintetasa da lugar a otra poliamina biogénica, la espermidina.

## Funciones biológicas
Las poliaminas, de las que la putrescina es una de las estructuras más simples, parecen ser factores de crecimiento necesarios para la división celular.
En 1975 se constató que las aminas biogénicas como la putrescina, la espermidina y la espermina son capaces de estimular la síntesis de proteínas y de ácido ribonucleico in vitro; igualmente, estudios sobre poblaciones bacterianas mutantes deficientes en poliaminas pusieron de manifiesto el papel crucial de estos compuestos en dicha biosíntesis.
La putrescina parece también ser crucial en la unión de las bases nitrogenadas durante la síntesis del ADN.

## Síntesis y usos
A escala industrial, la putrescina se obtiene por la hidrogenación de succinonitrilo, que a su vez es elaborado por la adición de cianuro de hidrógeno a acrilonitrilo.
Una alternativa a la síntesis química es la producción bioteconológica de putrescina a partir de materias primas renovables. En esta línea, se han descrito cepas de Escherichia coli manipuladas genéticamente que elaboran mayor cantidad de putrescina que las cepas normales en medios de sales minerales de glucosa.
En cuanto a sus aplicaciones, si se hace reaccionar putrescina con ácido adípico se produce la poliamida nailon 46, comercializada por la empresa DSM con el nombre comercial de Stanyl.
Esta diamina tiene asimismo diversas aplicaciones médicas. Por ejemplo, se utiliza como inhibidor de la transglutaminasa para el tratamiento de los tejidos de pacientes que se recuperan de una operación quirúrgica o que han sufrido quemaduras graves. En este sentido se puede emplear para tratar irritaciones e inflamaciones cutáneas, así como en composiciones cosméticas que combaten los efectos del envejecimiento por la edad.
A nivel más práctico, la putrescina se puede usar para prolongar la vida y firmeza de frutas y plantas, evitando su descomposición durante el almacenamiento y transporte.  
Se ha investigado este aspecto de la putrescina para intentar prevenir la división de las células tumorales involucradas en el cáncer.